# U-matic

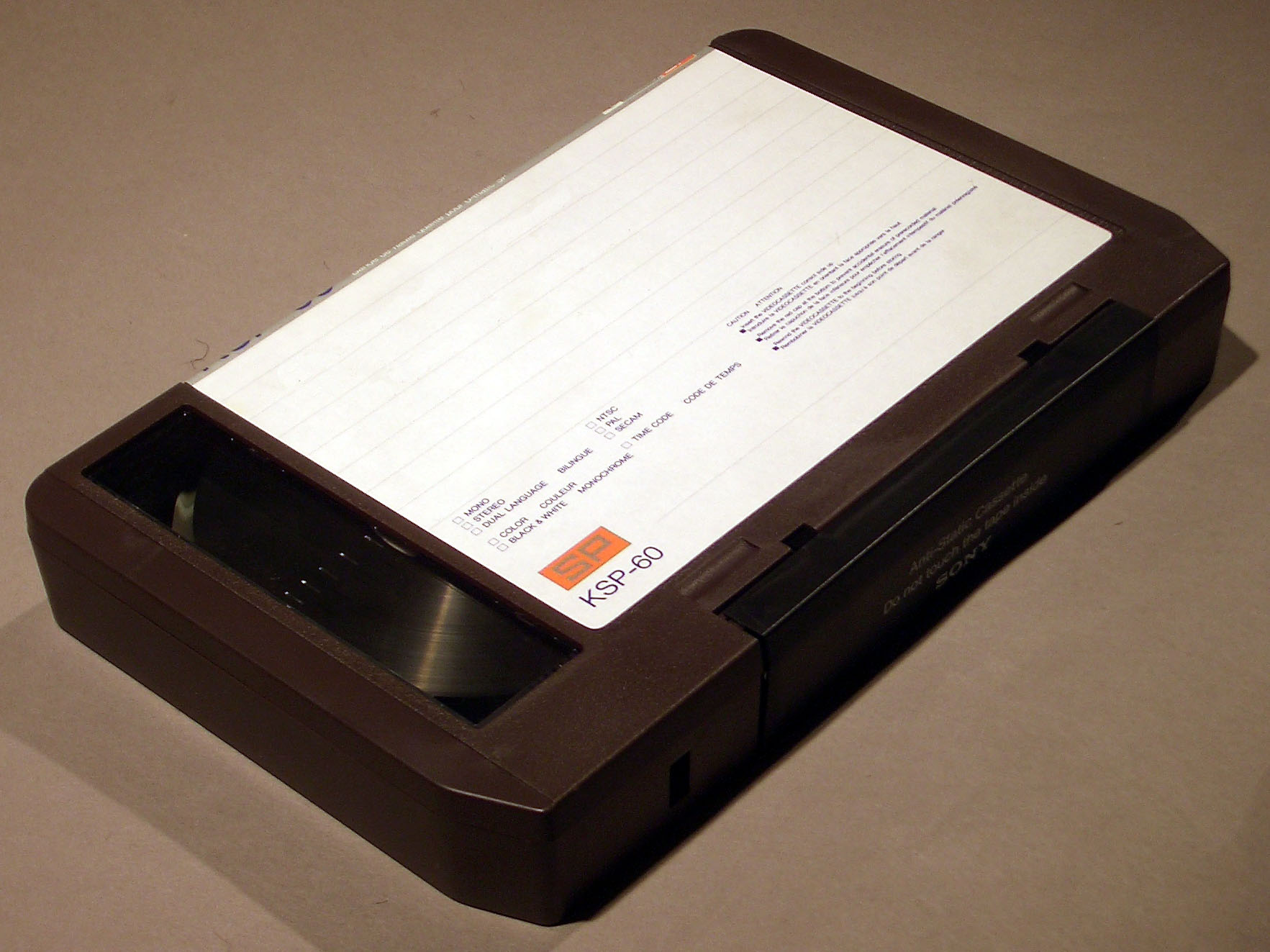
Cassette U-matic.

El U-matic fue el primer formato de videocasete que se puso a la venta.
El U-matic ha dado lugar a dos derivados: BVU (Difusión de Video Umatic) introducido en 1978 y el BVU SP introducido en 1988. Estos derivados se diseñaron para mejorar la calidad de la imagen inicial.

## Historia
El U-matic fue creado por Sony en 1969, e introducido al mercado en septiembre de 1971. La cinta es de 3/4 de pulgada de ancho. Fue la única cinta de este ancho en video analógico.
El U-matic permitió, por primera vez, la grabación de reportajes de forma totalmente independiente al aire libre mediante una cámara de hombro conectada a un magnetoscopio portable. Aunque no era un equipo muy ligero, ofrecía una cierta libertad de movimiento. Las cintas U-matic eran grandes y de una duración de 22 minutos. Otras cintas U-matic, de hasta 75 minutos, permitían la edición en el estudio.
Fue durante varios años el formato de la televisión de información por excelencia antes de ser destronado por Betacam en 1983. Para muchas instituciones y empresas que lo utilizan, U-matic es un importante patrimonio audiovisual. Por desgracia, parece que le es difícil resistir los daños del tiempo, a diferencia del más robusto, pero más tardío, Betacam.
El U-matic modula una señal de video analógica —«video compuesto» PAL (Phase Alternating Line), SECAM (secuencial a memoria) o NTSC (National Television System Committee)—; es decir, que la información de la imagen está mezclada. La resolución horizontal no era superior a los 260 puntos/línea. Se mejoró con el BVU y el BVU SP